# Sondern (Halver)
Sondern ist eine Hofschaft in Halver im Märkischen Kreis im Regierungsbezirk Arnsberg in Nordrhein-Westfalen (Deutschland).

## Lage und Beschreibung
Sondern liegt auf 400 Meter über Normalnull südlich des Halveraner Hauptortes auf der Wasserscheide zwischen den Flusssystemen der Ennepe und der Wupper. Der Ort liegt nördlich der Landesstraße L284 nahe dem größeren Anschlag. Weitere Nachbarorte sind Kückelhausen, Auf der Brake, Schlade und Ehberg. Südlich vom Ort erhebt sich eine Anhöhe mit 412,7 Meter über Normalnull.

## Geschichte
Sondern wurde erstmals 1480 urkundlich erwähnt, die Entstehungszeit der heutigen Siedlung wird aber im Zeitraum zwischen 800 und 900 in der Folge der frühen fränkischen Ausbauperiode vermutet. Sondern ist ein Abspliss von Lausberge.
Um 1500 ist durch Urkunden belegt, dass der Hof Sondern dem bergischen Amt Beyenburg abgabenpflichtig war. Die Gerichtsbarkeit des Hofs unterstand einem extra für die bergischen Höfe im ansonsten märkisch beherrschten Kirchspiel Halver bestellten bergischem Richter, was häufig zu Streit mit dem für das Kirchspiel eigentlich zuständigen märkischen Gografen führte.
1818 lebten acht Einwohner im Ort. Laut der Ortschafts- und Entfernungs-Tabelle des Regierungs-Bezirks Arnsberg wurde Sondern als Ackergut kategorisiert und besaß 1838 eine Einwohnerzahl von 11, allesamt evangelischen Glaubens. Der Ort gehörte zur Lausberger Bauerschaft innerhalb der Bürgermeisterei Halver und besaß ein Wohnhaus.
Das Gemeindelexikon für die Provinz Westfalen von 1887 gibt eine Zahl von 18 Einwohnern an, die in zwei Wohnhäusern lebten.
Südlich von Sondern verlief auf der Trasse der heutigen Landesstraße L284 eine Altstraße von Schwelm über Radevormwald nach Wegerhof vorbei, die als Eisen- und Kohlenstraße genutzt wurde. Aus diesem Grund finden sich im Waldgebiet Bommert Hohlwegbündel und den Weg sperrende Landwehren. Nördlich des Orts verlief auf der Trasse der Wuppertalbahn eine Altstraße von Köln über Wipperfürth, Halver, Lüdenscheid, Werdohl und Arnsberg nach Soest vorbei, ein bedeutender frühmittelalterlicher (nach anderen Ansichten bereits vorgeschichtlicher) Handels-, Pilger- und Heerweg.